# 雅孔河

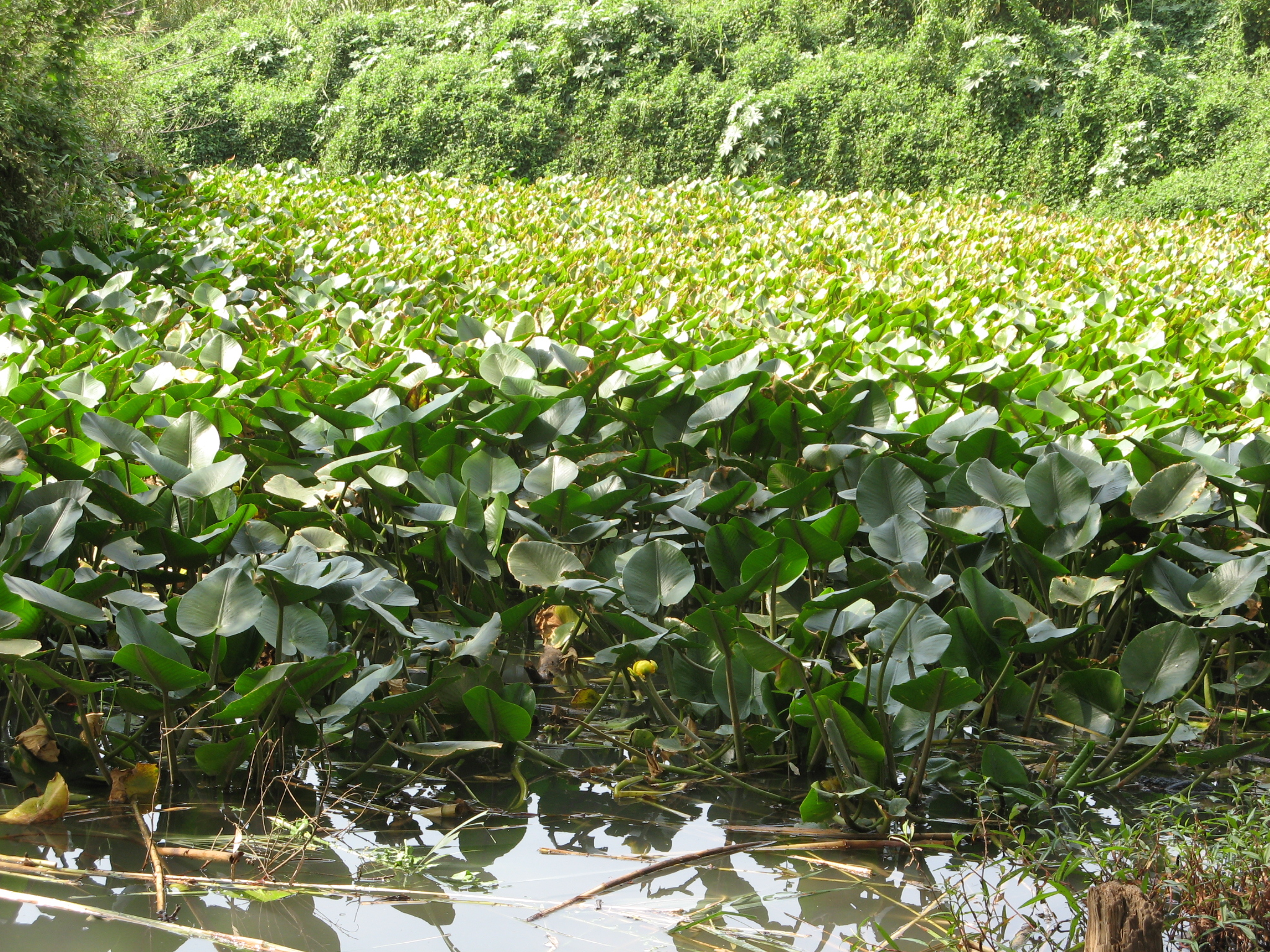
雅孔河上游的歐亞萍蓬草

雅孔河（希伯來語：‎，羅馬化：Nahal HaYarkon），是以色列中部的一條河流，河名的希伯來語意義為「綠色」。雅孔河發源於佩塔提克瓦北邊的特拉費克，向西流經古什·但與特拉維夫的雅孔公園，隨後注入地中海。 它的阿拉伯語名稱「El-Auja」，意為「曲折」。
雅孔河是以色列最大的海岸河流，幹流河長27.5公里。在鄂圖曼帝國時期，它是貝魯特省的南部邊界。

## 外部連結
- Yarkon River Authority （希伯来文）
- Yarkon River Authority （英文）